# Pandémie de Covid-19 au Burundi
La pandémie de Covid-19 au Burundi démarre officiellement le 31 mars 2020. À la date du 14 janvier 2024, le bilan est de 38 morts.

## Historique
Les deux premiers cas officiellement reconnus de Covid-19 dans le pays sont annoncés le 31 mars 2020, il s'agit de deux burundais revenant respectivement du Rwanda et de Dubaï.
Le 2 avril, un autre cas positif est confirmé, une femme de 26 ans, tandis que 22 autres personnes sont testées négatives.
En avril, il y avait 13 cas confirmés, dont un décès (au 12 avril).
En mai, il y avait 48 cas confirmés, portant le nombre total dès le début à 63.
Le 15 mai les représentants de l'Organisation mondiale de la santé (OMS) sont expulsés, le gouvernement leur reprochant leur « immixtion » dans sa gestion de la pandémie du Covid-19.
En juin, il y avait 107 cas confirmés, portant le nombre total à 170.
En juillet, il y avait 217 cas confirmés, portant le nombre total à 387.
En août, il y avait 58 cas confirmés, portant le nombre total à 445.
En septembre, il y avait 63 cas confirmés, portant le nombre total à 508.
En octobre, il y avait 81 cas confirmés, portant le nombre total à 589.
En novembre, il y avait 99 cas confirmés, portant le nombre cumulé de cas à 688.
En décembre 2020, selon l'OMS, il y a 818 cas cumulés et un mort.
En janvier 2021 il y avait 814 nouveaux cas, portant le nombre de cas à 1 632 dont deux décès.
En février 2021, il y avait 377 nouveaux cas et un décès, portant le nombre de cas à 2 209 dont trois décès.
En mars 2021, il y avait 633 nouveaux cas et trois décès, portant le nombre de cas à 2 842 dont six décès.
En avril 2021, il y avait 1 204 nouveaux cas, portant le nombre de cas à 4 046 dont six décès.
En mai 2021, il y avait 744 nouveaux cas, portant le nombre de cas à 4 790 dont six décès.
En juin 2021, il y avait 704 nouveaux cas et deux décès, portant le nombre de cas à 5 494 dont huit décès.
En juillet 2021, il y avait 2 011 nouveaux cas et un décès, portant le nombre de cas à 7 505 dont neuf décès.
En août 2021, il y avait 4 885 nouveaux cas et un décès, portant le nombre de cas à 12 390 dont dix décès.
En septembre 2021, il y avait 5 881 nouveaux cas et quatre décès, portant le nombre de cas à 18 271 dont 14 décès.
En octobre 2021, il y avait 1 807 nouveaux cas, portant le nombre de cas à 20 078 dont 14 décès.
En novembre 2021, il y avait 337 nouveaux cas, portant le nombre de cas à 20 415 dont 14 décès.
En décembre 2021, il y avait 11 200 nouveaux cas, portant le nombre de cas à 31 615 dont 14 décès.
En janvier 2022, il y avait 5 854 nouveaux cas et un décès, portant le nombre de cas à 37 469 dont 15 décès.
En février 2022, il y avait 658 nouveaux cas portant le nombre de cas à 38 127 dont 15 décès.
En mars 2022, il y avait 448 nouveaux cas portant le nombre de cas à 38 575 dont 15 décès.
En avril 2022, il y avait 1 423 nouveaux cas portant le nombre de cas à 39 998 dont 15 décès.
En mai 2022, il y avait 2 036 nouveaux cas portant le nombre de cas à 42 034 dont 15 décès.
En juin 2022, il y avait 697 nouveaux cas portant le nombre de cas à 42 731 dont 15 décès.
En juillet 2022, il y avait 3 544 nouveaux cas portant le nombre de cas à 46 275 dont 15 décès.
En août 2022, il y avait 3 095 nouveaux cas portant le nombre de cas à 49 370 dont 15 décès.
En septembre 2022, il y avait 823 nouveaux cas portant le nombre de cas à 50 193 dont 15 décès.
En octobre 2022, il y avait 1 147 nouveaux cas portant le nombre de cas à 50 517 dont 15 décès.
En novembre 2022, il y avait 501 nouveaux cas portant le nombre de cas à 51 018 dont 15 décès.
En décembre 2022, il y avait 1 144 nouveaux cas portant le nombre de cas à 52 162 dont 15 décès.
En 2023 il y avait 2 310 nouveaux cas portant le nombre de cas à 54 472 dont 15 décès.

## Prévention

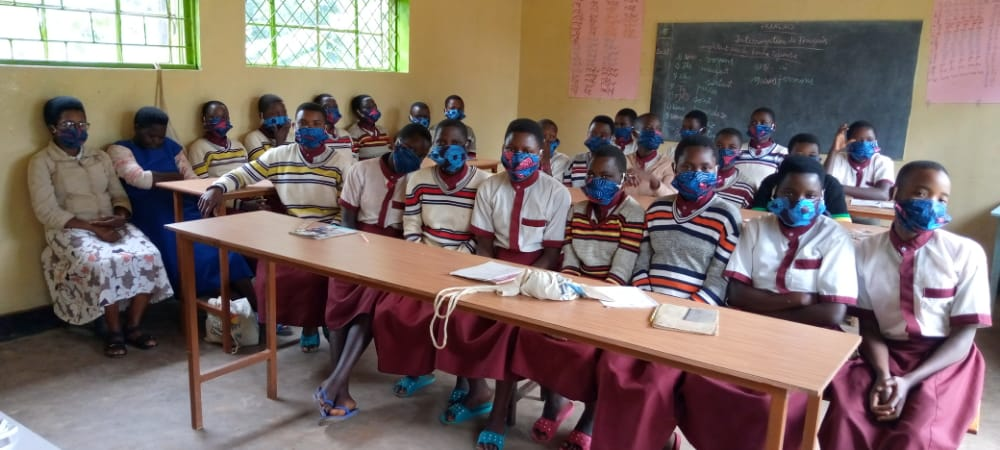
Élèves portant le masque.

Le 12 mars, le gouvernement a institué une quarantaine de 14 jours pour les personnes entrant au Burundi en provenance des pays touchés.

## Statistiques

Nombre de cas au Burundi depuis le début de l'épidémie.

Nombre de morts au Burundi depuis le début de l'épidémie.